# 貞祐 (金)
貞祐（ていゆう）は、金の宣宗の治世で用いられた元号。1213年 - 1217年。
- 至寧元年9月15日：宣宗の即位により即日改元。
- 貞祐5年9月8日：「興定」に即日改元。

## 西暦・干支との対照表
| 貞祐 | 元年   | 2年    | 3年    | 4年    | 5年    |
| 西暦 | 1213年 | 1214年 | 1215年 | 1216年 | 1217年 |
| 干支 | 癸酉   | 甲戌   | 乙亥   | 丙子   | 丁丑   |